# راشد الحملي
راشد الحملي، مغني وملحن كويتي من مواليد 1948 من حي المرقاب في مدينة الكويت.

## عن حياته
ولد الفنان راشد الحملي في مدينة الكويت عام 1948، واسمه الكامل (راشد حمدان عبد العزيز الحمدان) وأخذ لقب (الحملي) نسبة لجدته لوالدته الذي رباه وهو (خليفه الحملي)، وقد تعلم العزف على العود عن طريق مجهوده الشخصي والممارسة ثم التحق بمعهد الدراسات الموسيقية (الذي صار لاحقا المعهد العالي للفنون الموسيقية) واستمر في المعهد حتى عام 1977 وكان متفوقا على كل الطلبة في ذلك الوقت، وكان أول عمل في حياته الفنية يسجله هو (فن الصوت) والذي يقول بمقدمته:(اثار هواك نار في فؤادي) وهو من الشعر العربي الفصيح وكان من الحانة، وتوالت أعماله بعدها ليسجل 12 أغنية كان آخرها صوت (مضنى وليس به حراك) وهو من اشعار أمير الشعراء أحمد شوقي ومن الحانة، ثم شق طريقه نحوه التخصص وإتجه في البداية إلى أغاني الفنان اليمني محمد جمعة خان وكانت لديه صولات وجولات أيضا في غناء الفن العراقي في الجلسات الخاصة وكان يتقنها جميعا.

## قصة توقفه عن الغناء
توقف الفنان راشد الحملي عن الغناء مدة 10 سنوات ثم عاد، وفي بداية عودته التي كانت في بداية 1986، قضي بضعة شهور في التمرين اليومي، فكان يذهب يومياً إلى مكان خاص لصديق له، وكان برنامجه هو الإفطار صباحاً، ثم المغادرة إلى مكان صديقه للتمرين، وكان يصاحبه عازف الكمان فهد السعد، ليتمرن على كل القطع الموسيقية التي تعلمها سابقاً بالمعهد الموسيقي من دون كلل أو ملل، وبعد مرور ثلاثة شهور استطاع استعادة لياقته الموسيقية بشكل كامل، وكان مستواه بعد الانقطاع أفضل منه قبل ذلك، بسبب التمرين الطويل الذي لم يتخلله توقف.

## تعاوناته الفنية
كان من أهم تعاوناته في الكويت العمل مع الفنان حمد خليفة، وسعود العروج، ومن البحرين محمد زويد، وعبد الله أحمد، ومحمد راشد الرفاعي، وعلي خالد، وقد تأثر راشد الحملي في حمد خليفة، وعبد اللطيف الكويتي، ومن البحرين بمحمد فارس، وضاحي بن وليد.

## أبنائه
الفنان راشد الحملي متزوج ولديه أربعة أولاد هم:
- عبد الله.
- محمد.
- حمدان.
- إبنه واحدة.